# Solstice (filme)
Solstice (Brasil: Conversando com os Mortos ) é um filme estadunidense de terror sobrenatural e suspense, dirigido por Daniel Myrick e lançado em 2008. É um remake de um filme dinamarquês chamado "Midsommer" de 2003. É estrelado por Elisabeth Harnois, Shawn Ashmore, Hilarie Burton, Amanda Seyfried, Tyler Hoechlin e Matt O'Leary.

## Enredo
Megan e seus colegas de faculdade fazem uma viagem a casa de seus pais em Louisiana, onde, no ano anterior, sua irmã gêmea Sophie se suicidou. Quando um bonito jovem local lhes conta sobre o feitiço do soltício de verão - a época mais fácil para que os mortos se comuniquem com os vivos - o grupo tenta ressuscitar o espírito da irmã de Megan - mas acaba tendo conseqüências mortais.

## Elenco
- Megan/Sophie (Elisabeth Harnois)
- Christian (Shawn Ashmore), Interesse amoroso de Megan.
- Nick (Tyler Hoechlin), um residente da cidade perto da casa do lago. Ele trabalha em um posto de gasolina nas proximidades e fornece ao grupo informações sobre o vodu e outras superstições locais.
- Zoe (Amanda Seyfried), Melhor amiga da Megan.
- Mark (Matt O'Leary), Namorado da Alicia.
- Alicia (Hilarie Burton), Namorada do Mark e amiga da Megan.
- Leonard (R. Lee Ermey), um morador local que o grupo acha suspeito.
- Malin (Jenna Hildebrand), uma garota local que inexplicavelmente desapareceu cerca de um ano antes.
- Mrs. Thomas (Lisa Arnold)
- Mr. Thomas (David Dahlgren)
- Policial (Mark Krasnoff)